# ВИЧ/СПИД в Кыргызстане

Сравнение ситуации с распространённостью ВИЧ в разных странах мира, 2021 год

Кыргызстан входит в семёрку стран с наиболее высокими темпами роста эпидемии ВИЧ в мире. Так, за 2003—2018 годы число случаев ВИЧ-инфекции в стране увеличилось в 19,9 раза. И если в 2021 году власти сообщали о 9,2 тысячи носителей, то в 2022 году — уже о 12 тысячах.
Распространению ВИЧ в стране способствовали недостаток профилактических мер, неосведомлённость населения и медицинских работников о факторах риска, а также большое число наркозависимых. Это привело к ряду вспышек ВИЧ в больницах на юге страны, в результате которых с 2005 по 2021 годы было инфицировано 403 ребёнка. Несмотря на это, стереотипы препятствовали борьбе с ВИЧ в стране, и в 2023 году киргизские депутаты распустили рабочую группу по вопросам ВИЧ, так как она якобы выступила против «традиционных ценностей». Стереотипы, тем самым, продолжают мешать эффективной борьбе с ВИЧ в стране.

## Распространение
В Кыргызстане первый случай ВИЧ был зафиксирован в 1996 году. Хотя первые профилактические меры были введены уже через два года, число инфицированных продолжало расти и в 2005 году превысило 600 человек, от СПИДа умерло — 233. Многие из скончавшихся прожили меньше года после постановки диагноза, что указывало на вероятность скрытой эпидемии. По некоторым оценкам, общее число случаев могло достигать 7 тысяч. В основном инфекция концентрировалась в среде инъекционных наркоманов, которые в 2003 году составили 89 % всех новых случаев.
Более половины заключённых страны употребляли инъекционные наркотики, многие из них многократно использовали иглы. К 2002 году более половины всех зарегистрированных ВИЧ носителей в Кыргызстане находились в одной тюрьме в Ошском районе. Вместе с тем, инфекция быстро распространялась по всей стране, и к 2005 году люди с ВИЧ были выявлены почти во всех регионах. Средний возраст носителей составлял от 15 до 29 лет.
Кыргызстан расположен на одном из главных маршрутов мирового наркотрафика, что приводит к высокой наркозависимости населения и повышенному риску заражения ВИЧ. К 2004 году инъекционные наркозависимые были наиболее пострадавшей группой населения, в их среде распространённость ВИЧ была в среднем 6,2 %, а в отдельных регионах — до 11,6 %. По некоторым оценкам, среди наркозависимых в Бишкеке показатель составлял 65 %, в Оше — 91 %.
К 2008 году ВИЧ стал второй по распространённости инфекцией в Кыргызстане — 2031 подтверждённый случай против более 5 тысяч случаев туберкулёза. Число ежегодных случаев ВИЧ-инфекции к тому времени превысило 550 и продолжало увеличиваться, достигнув 675 в 2020 году. Половые контакты стали главным способом передачи ВИЧ, с ростом их доли с 60 % в 2016 году до 86,7 % в 2022 году. Международные организации указывали на острую нехватку сексуального образования и профилактических мер.
Недостаток знаний у медицинских работников о ВИЧ и способах его передачи усугубило ситуацию. Всего с 2005 по 2021 год в Кыргызстане было зарегистрировано 403 ребёнка с ВИЧ, которые были инфицированы именно в медицинских учреждениях. В основном заражались в больницах на юге страны из-за плохой стерилизации медицинских инструментови несоблюдения требований инфекционного контроля. Например, только в Ошском регионе в 2007—2008 годах таких заражений было 80. Только в 2020 году родители одного из инфицированных детей смогли впервые получить компенсацию через суд.
Долгое время оценки международных агентств и официальные статистические данные Кыргызстана по распространённости ВИЧ значительно различались. По оценкам ЮНЭЙДС, в 2011 году в стране насчитывалось около 12 тысяч людей с ВИЧ, что составляло 0,4 % взрослого населения. Однако власти отчитывались только о 4,7 тысячи носителей в 2011 году, и о 4,1 тысячи в следующем году. По другим заявлениям властей, количество «имеющих отношение к заболеванию ВИЧ/СПИДа» составило только 3,7 тысячи.
К 2014 году доля инъекционных наркозависимых среди людей, живущих с ВИЧ, снизилась до 28,6 %. С 2016 года основным способом передачи ВИЧ стали половые контакты, что привело к увеличению доли женщин среди инфицированных с 27 % в 2011 году до 42 % в 2016 году. Наиболее пострадавшим регионом являлась Чуйская область, где было зарегистрировано 30,2 % от всех случаев ВИЧ-инфекции в стране и выявлено 36,8 % новых случаев за последний год в 2016 году и. Число новых случаев ВИЧ-инфекции росло во всех регионах страны за исключением Бишкека.
Хотя Кыргызстан по-прежнему относится к странам с низким уровнем распространения ВИЧ, он также входит в число семи стран с наиболее высокими темпами роста эпидемии в мире. Так, за 2003—2018 годы число случаев ВИЧ-инфекции в стране увеличилось в 19,9 раза. Большинство тестов на ВИЧ проводилось среди беременных женщин, а не в уязвимых группах. Это может свидетельствовать о гораздо большем числе носителей. К 2018 году, по разным данным, в Кыргызстане было зарегистрировано 8,3-8,6 тысячи людей с ВИЧ. Из них 44,4 % были инфицированы половым путём, но инъекционные наркоманы все равно представляли значительную долю в общем числе носителей (41 %).
По данным на 2021 год, в Кыргызстане было зарегистрировано 9,2 тысячи человек с ВИЧ, а к концу 2022 года — уже 12 тысяч. Около 40 % новых случаев выявляют на поздней стадии, когда у пациентов уже развился иммунодефицит, и медицинская помощь не может обеспечить быстрого улучшения состояния.

## Терапия
С начала 2000-х борьба с ВИЧ в Кыргызстане осложняется из-за нехватки финансирования. Так, в 2002-м из-за отсутствия госпрограмм профилактическое лечение для двух беременных женщин с ВИЧ было предоставлено по гуманитарной линии. Антиретровирусную терапию начали предоставлять через государственный сектор только в 2005 году. При этом финансовую поддержку властям в разные годы оказывали Глобальный фонд, учреждения Организации Объединённых Наций, Агентство США по международному развитию и Министерство международного развития Великобритании. В 2020 году кыргызские власти смогли профинансировать только 30 % закупок антиретровирусной терапией, остальное оплатил Глобальный фонд. Однако из более 12 тысяч официально зарегистрированных людей с ВИЧ в 2023 году терапию получало только 4 тысячи.
Важным шагом в борьбе со стигмой ВИЧ стало решение Конституционного суда Кыргызстана в 2021 году исключить ВИЧ из списка болезней, препятствующих усыновлению или устройству в приёмные семьи. Через несколько лет в Кыргызстане запустили телесериал о жизни молодых людей с ВИЧ. Но несмотря на просветительскую работу, носители подвергаются дискриминации. Особенно негативная ситуация сложилась на юге страны, где девушки и женщины с ВИЧ сталкиваются с более консервативным и религиозным нравам.
Общественные стереотипы отрицательно сказываются на борьбе с ВИЧ в стране. Несмотря на зависимость от иностранных инвестиций в борьбе с ВИЧ, власти Кыргызстана в 2023 году распустили рабочую группу по вопросам ВИЧ, так как она якобы выступила против «традиционных ценностей». Критике подверглась стандартная профилактическая мера — раздача презервативов среди мужчин, практикующих секс с мужчинами. Также депутаты выступали против проектов по борьбе с ВИЧ, которые направлены на представителей ЛГБТ-сообщества. Из-за этого Кыргызстан мог лишиться гранта Глобального фонда в размере $29 млн.
Кроме того, люди из групп риска часто сталкиваются со стигмой и дискриминацией в медицинских учреждениях. Отказываясь от посещения врачей, они ставят под угрозу своё здоровье.